# آرنو باباجانیان
آرنو هاروتیونی باباجانیان (ارمنی: Առնո Հարությունի Բաբաջանյան؛ ۲۲ ژانویهٔ ۱۹۲۱ – ۱۱ نوامبر ۱۹۸۳) یک آهنگساز و نوازنده پیانو مشهور اهل ارمنستان بود.

## زندگی
باباجانیان در ایروان، ارمنستان به دنیا آمد. در سن پنج‌سالگی، استعداد موسیقی او آشکار شد، و آهنگساز آرام خاچاتوریان پیشنهاد کرد که به این پسر آموزش موسیقی مناسبی به او داده شود. دو سال بعد در سال ۱۹۲۸ در سن هفت‌سالگی وارد کنسرواتوار دولتی کومیتاس ایروان شد. او در سال ۱۹۳۸ مطالعات خود را در مسکو با ویساریون شیبالین ادامه داد.
او بعدها به ایروان بازگشت جایی که از سال ۱۹۵۰ تا ۱۹۵۶ در کنسرواتوار تدریس می‌کرد. وی در سال ۱۹۵۲ آهنگ سه‌نوازی برای پیانو در #F مینور نوشت. این اثر مورد تحسین فوری قرار گرفت و از زمان انتشار آن به عنوان شاهکاری مورد توجه قرار گرفت. متعاقباً وی تورهای کنسرت در سراسر اتحاد شوروی و اروپا را اجرا نمود. در سال ۱۹۷۱ به عنوان هنرمند مردمی اتحاد شوروی برگزیده شد.
باباجانیان در بسیاری از ژانرهای موسیقی فعال بود و حتی بسیاری از آهنگ‌های محبوب را با هم‌کاری شاعران برجسته مانند یوگنی یفتوشنکو و en:Robert Rozhdestvensky در میان دیگران می‌نوشت. بخش عمده‌ای از موسیقی باباجانیان در موسیقی و فولکلور ارمنی ریشه دارد. اما به‌طور کلی، روشی که وی از موسیقی مردمی ارمنی استفاده می‌کند به سبک هنرمندانه‌ای از راخمانینف و خاچاطوریان است. آثار بعدی او تحت‌تاثیر پروکوفیف و بارتوک قرار گرفتند. وی توسط دمیتری شوستاکوویچ به عنوان «معلم عالی پیانو» معرفی شد. وی همچنین نوازنده پیانو بود و اغلب کاره‌های خود را در کنسرت‌ها اجرا می‌کرد.
وی برندهٔ جوایزی همچون هنرمند مردمی ارمنستان شوروی و چهره هنری شایسته ارمنستان شوروی شد.

### درگذشت
وی در ۱۱ نوامبر ۱۹۸۳ در سن ۶۲ سالگی در مسکو درگذشت و در آرامستان مرکزی ایروان (توخماخ) به خاک سپرده شد.

## فهرست آثار

### آثار پیانویی

#### برای پیانو سولو
- پرلود (۱۹۳۸؟)
- رقص واگرساپات (۱۹۴۳)
- بداهه (۱۹۴۴)
- سونات پولیفونیک (۱۹۴۶، تجدید نظر ۱۹۵۶)
- کاپریچیو (۱۹۵۱)
- شش تصویر (۱۹۶۳–۶۴)
- پوئم (۱۹۶۵)
- مدیتیشن (۱۹۶۹؟)
- ملودی و هومورسکو (۱۹۷۰)
- مرثیه (۱۹۷۸)

#### برای دو پیانو
(با همکاری الکساندر هاروتیونیان)
- رقص (اوایل دهه ۱۹۴۰)
- راپسودی ارمنی (۱۹۵۰)
- جشن (۱۹۶۰، شامل سازهای کوبه‌ای)

### آثار مجلسی
- کوارتت زهی شماره ۱ (۱۹۳۸)
- کوارتت زهی شماره ۲ (۱۹۴۷؟)
- تریو پیانو (۱۹۵۲)
- کوارتت زهی شماره ۳ (۱۹۷۶)

### آثار ارکسترال
- پوئم - راپسودی (۱۹۵۴، تجدید نظر ۱۹۸۰)
- مارش برای پلیس (۱۹۷۷)

#### کنسرتو
- کنسرتو پیانو (۱۹۴۴)
- کنسرتو ویولن (۱۹۴۸)
- بالاد قهرمانی برای پیانو و ارکستر (۱۹۵۰)
- کنسرتو ویلنسل (۱۹۶۲)

### قطعات باله
- «پروانا» (Парвана) (۱۹۵۴–۵۶) ناقص، احتمالاً گم شده‌است)
- Pas-de-deux (Па-де-де)
- «سمفونی پرستاره» (Звездная симфония) (اولیه ۱۹۶۰)
- «چترها» (Зонтики)
- «احساس» (Сенсация)

### قطعات برای ارکستر صحنه
- لیپسی ارمنی
- رقص ریتمیک
- در کارلووی واری
- به ایروان بیا
- جشن ایروان
- نوکتورن (کنسرت برای پیانو و ارکستر) (۱۹۸۰)
- رؤیاها (کنسرت برای پیانو و ارکستر) (۱۹۸۲)

## جوایز و افتخارات
وی برنده جوایز زیر شده‌است.
1. جایزه استالین (۱۹۵۱) برای Heroic Ballade for piano with orchestra
2. Order of the Red Banner of Labour
3. هنرمند مردمی ارمنستان شوروی (۱۹۵۶)
4. هنرمند مردمی اتحاد شوروی (۱۹۷۱)
5. نامزدی جایزه دولتی اتحاد شوروی در سال‌های (۱۹۵۱ و ۱۹۵۳)
6. جایزه دولتی ارمنستان شوروی (۱۹۶۷ و ۱۹۸۳)
7. درجه لنین

## نگارخانه

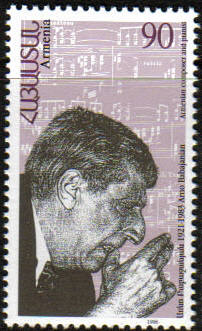
تصویر باباجانیان بر روی تمبر یادبود در ارمنستان
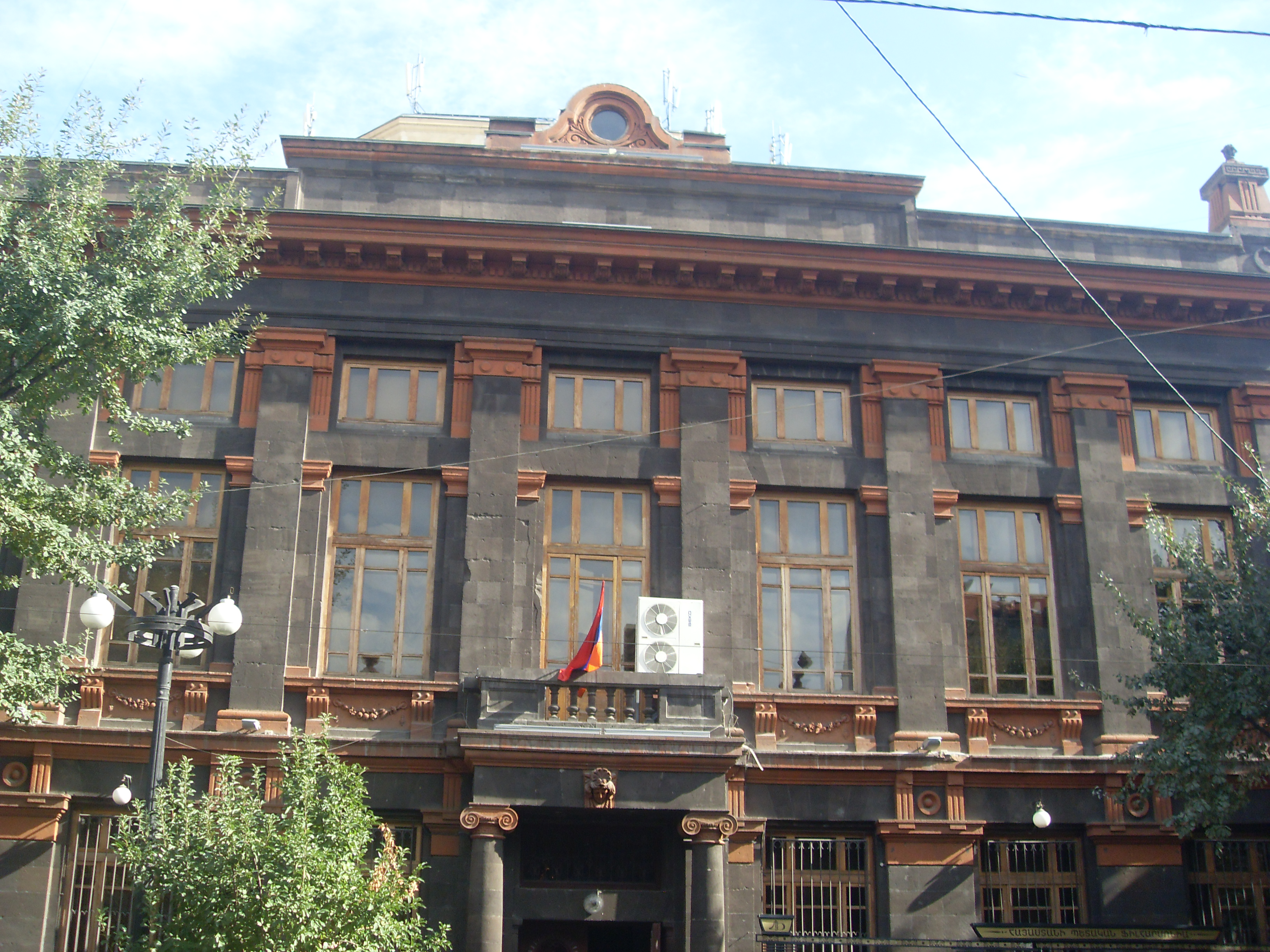
Arno Babajanian concert hall, خیابان آبوویان، ایروان
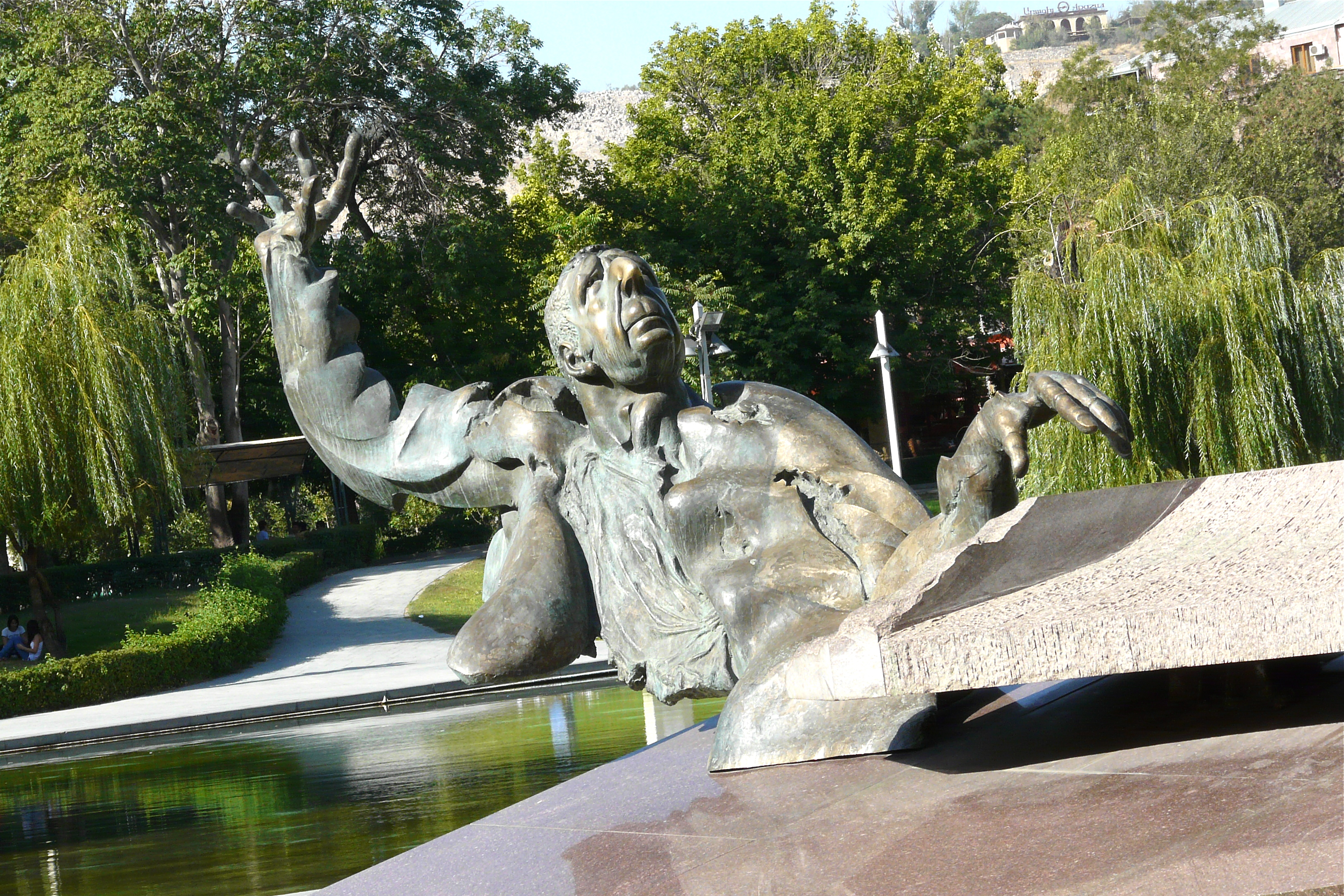
Babajanian's statue in Yerevan
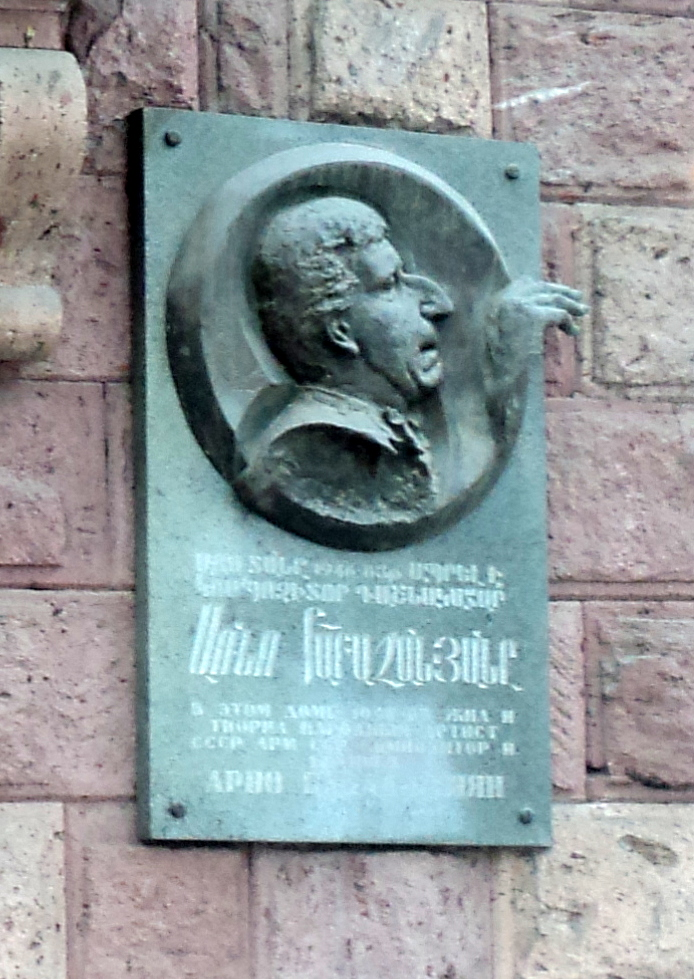